# Omar Ait Said
Omar Ait Said (Ouarzazate, 1978) è un cantautore e poeta berbero con cittadinanza marocchina, di lingua madre tamazight.

## Biografia
Omar Ait Said è nato nel 1978 nella valle di Boumalne Dades nella provincia di Ouarzazate nel sud-est del Marocco.
Omar Ait Said è un insegnante, attivista politico, presidente dell'associazione anazur a Kelaat Mgouna e compositore di canzoni per bambini.

## Poesie
- Atbir amllal (colomba bianca), Ouarzazate 2002
- Ussana (tutti i giorni)
- Awa sulgh (esisto ancora), Ouarzazate 2001

## Discografia
- Atbir amllal  (la colomba bianca) 1999;
- Almmud (imparare) 2008;
- Timmuzgha  (berberismo) 2009.